# Sky Italia
Sky Italia ist der größte Pay-TV-Anbieter in Italien und wird von der Sky Italia S.r.l. betrieben. Hervorgegangen ist Sky Italia durch die Fusion der beiden Pay-TV-Anbieter TELE+ Digitale und Stream TV. Sendestart war der 31. Juli 2003. Alle Programme der Plattform sind über Satellit (DVB-S / DVB-S2, Hot Bird 13F) und in Italien zusätzlich noch über IPTV empfangbar. Offiziell kann das Programmangebot nur in Italien abonniert werden.

## Geschichte

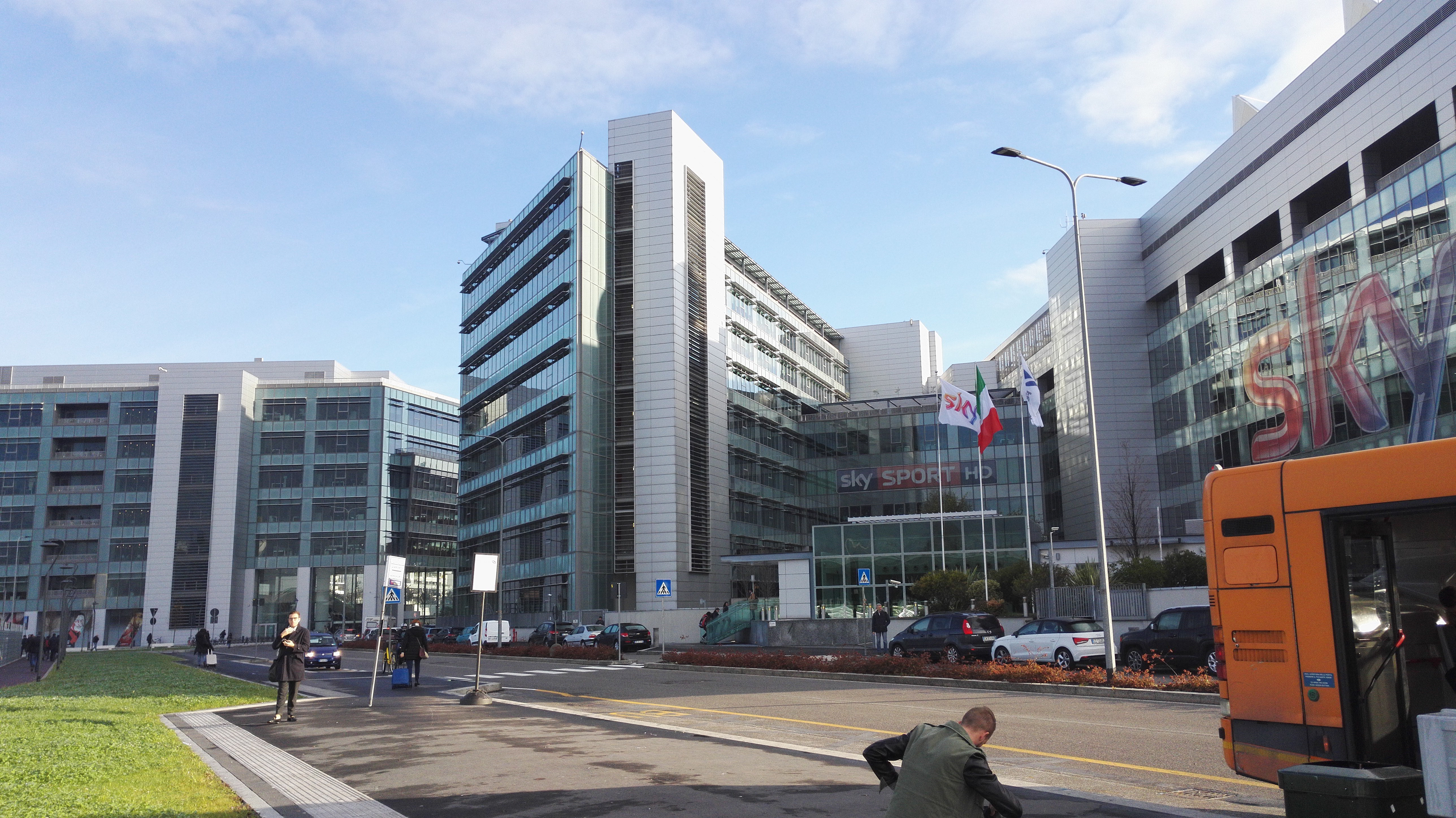
Sky Italia Zentrale in Mailand

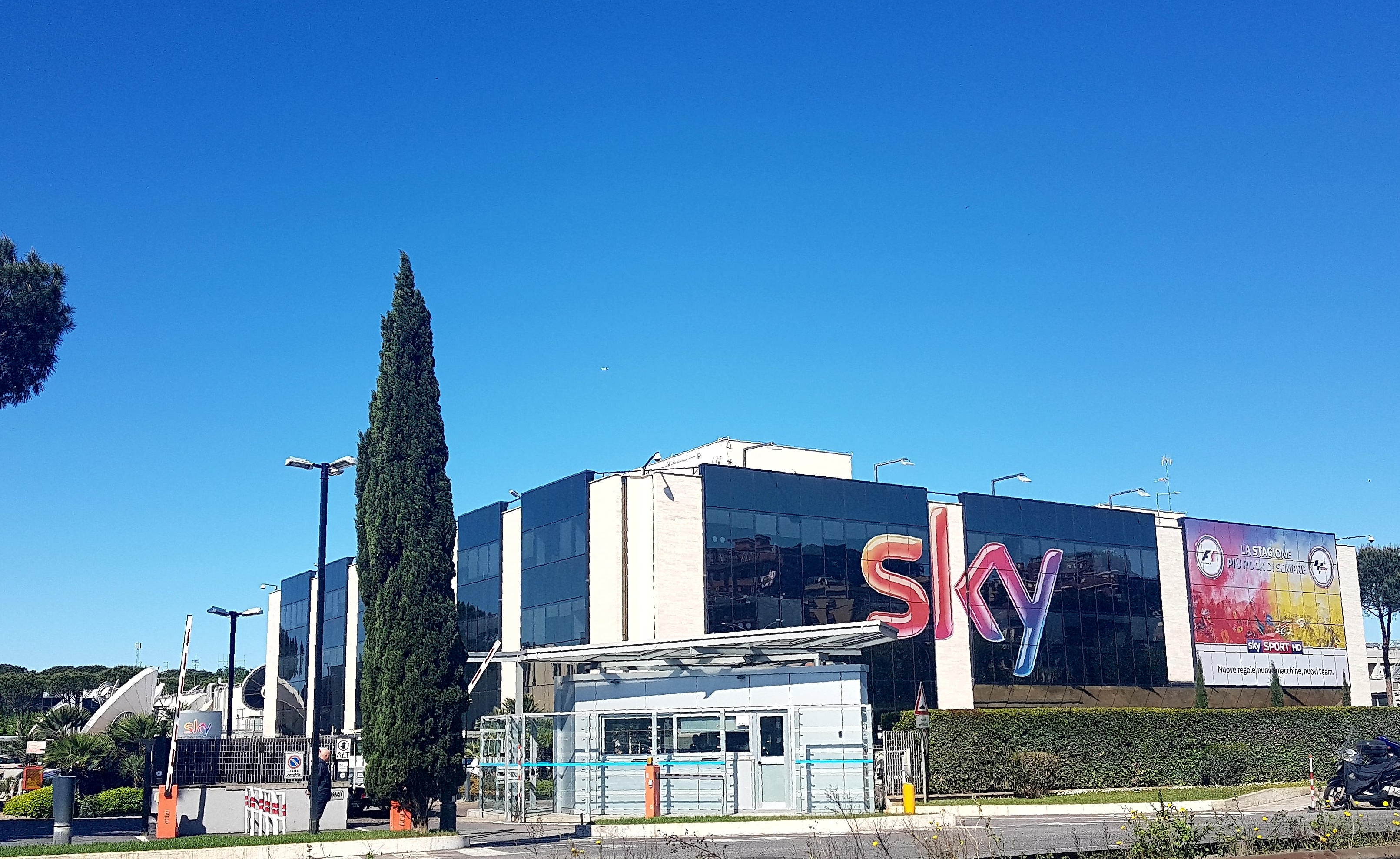
Sky Italia Zentrale in Rom

2009 kam es zum Streit zwischen Sky Italia mit dem zur Mediengruppe von Silvio Berlusconi gehörenden privaten Fernsehunternehmen Mediaset. Bereits 2008 hatte Berlusconi in seiner damaligen Funktion als Ministerpräsident eine Verdopplung der Steuern auf Pay-TV-Abos beschlossen, was als Angriff auf Rupert Murdochs Sender gewertet wurde. Das Unternehmen Mediaset weigerte sich, Werbung für Sky Italia auf seinen frei empfangbaren Kanälen auszustrahlen; drei Sender des Unternehmens weigerten sich, an Sky Italia Werbezeit zu verkaufen. Sky änderte daraufhin seine Verschlüsselung dahingehend, dass es allen Sky HD-Kunden möglich war, auch alle frei empfangbaren Sender inklusive den Mediaset-Kanälen zu empfangen. Silvio Berlusconi bezeichnete Sky daraufhin als „Feind“ und sein Sohn und Mediaset-Vizechef Pier Silvio Berlusconi sprach von einem „Krieg“ mit dem Sender.
Die Mediengruppe News Corporation (heute 21st Century Fox) reichte daraufhin eine Klage wegen Wettbewerbsverzerrungen gegen Mediaset ein. Mediaset startete ein kostenloses Satellitenprogramm, um Murdoch auf dem Pay-TV-Markt Konkurrenz zu machen.
Im Zuge der Fusion mit BSkyB und Sky Deutschland zu Sky plc. hat Sky Italia am 13. November 2014 ein neues Logo eingeführt.

## Daten
Die Plattform zählte zum 31. März 2012 einen Abonnentenstamm von 4,94 Millionen Abonnenten (mit einer geschätzten Zuschauerzahl von ca. 14 Millionen). Der Marktanteil lag im November 2011 bei 11,21 %. Sky Italia zählt zu den größten Pay-TV-Anbietern in Europa.

## Verschlüsselung
Sky Italia verwendet, wie auch Sky Deutschland und BSkyB, das Verschlüsselungssystem Videoguard, welches von NDS – einer ehemaligen Tochterfirma der News Corporation – entwickelt wurde. Bis April 2004 verwendete Sky das Verschlüsselungssystem SECA Mediaguard 2.

## Programme
Das Angebot von Sky Italia umfasst ein umfangreiches Angebot verschiedener Kanäle unterschiedlicher Themengebiete bzw. Zielgruppen: Filme, Sport, Unterhaltung, Nachrichten, Dokumentationen, Musik, Kinder, Jugendliche.
Dazu zählen:
- ca. 90 Themenkanäle (Unterhaltung, Kinder, Nachrichten, Dokumentationen, Musik usw.)
- 35 Premiumkanäle (Filme, Sport)
- 28 Pay-per-View-Kanäle, davon 7 in High Definition
- 60 Sender in High Definition
- 8 Kanäle, die zusätzlich zum bestehenden Abonnement hinzugebucht werden können.
- Interaktive Dienste

### Sky Pakete

#### Sky TV
- Sky Uno (+1 verfügbar)
- Sky Atlantic (+1 verfügbar)
- Fox (+1 verfügbar)
- Fox Crime (+1 verfügbar)
- Premium Crime
- Crime+Investigation
- Sky Arte
- Premium Stories
- Blaze
- Premium Action
- Comedy Central (+1 verfügbar)
- MTV
- MTV Music
- Gambero Rosso Channel
- La EFFE
- Classica
- Eurosport 1
- Eurosport 2
- MS Motor TV
- UnireSat
- Horse TV
- Sky TG24
- Sky TG24 Primo Piano
- Sky Meteo 24
- CNBC Italia
- Sky News
- Fox News
- CNN International
- Fox Business
- CNBC Europa
- Bloomberg Television

#### Sky Famiglia
- Discovery Channel (+1 verfügbar)
- National Geographic (+1 verfügbar)
- Discovery Science
- History (+1 verfügbar)
- National Geographic Wild (+1 verfügbar)
- DeA Kids (+1 verfügbar)
- Nick Jr. (+1 verfügbar)
- Nickelodeon (+1 verfügbar)
- Cartoon Network (+1 verfügbar)
- Boomerang (+1 verfügbar)
- DeA Junior
- Baby TV

#### Sky Sport und Sky Calcio
- Sky Sport 24
- Sky Sport Uno
- Sky Sport Serie A
- Sky Sport Football
- Sky Sport Arena
- Sky Sport Collection
- Sky Sport NBA
- Sky Sport F1
- Sky Sport MotoGP
- DAZN 1
- Roma TV

#### Sky Cinema
- Sky Cinema Uno (+24 verfügbar)
- Sky Cinema Due (+24 verfügbar)
- Sky Cinema Collection
- Sky Cinema Family
- Sky Cinema Action
- Sky Cinema Suspense
- Sky Cinema Romance
- Sky Cinema Drama
- Sky Cinema Comedy
- Premium Cinema 1 (+24 verfügbar)
- Premium Cinema 2
- Premium Cinema 3

#### Datenkanäle
- Milan TV
- Inter TV
- Lazio Style Channel
- Torino Channel
- Caccia e Pesca
- Doctor’s Life Channel

## HDTV
Sky Italia begann im Mai 2006 mit der Ausstrahlung der ersten vier HD-Programme. Dazu zählten die Kanäle Sky Cinema HD, Sky Sport HD, National Geographic HD und Next HD. In den folgenden Jahren wurde die Anzahl der angebotenen HD-Sender weiter ausgebaut. Heute werden über Sky Italia 58 HD-Programme ausgestrahlt (Stand: 8. Februar 2012). Von 12 Sendern im „Cinema-Paket“ senden 10 in HD (im Simulcast-Verfahren).